# Lacul Urmia

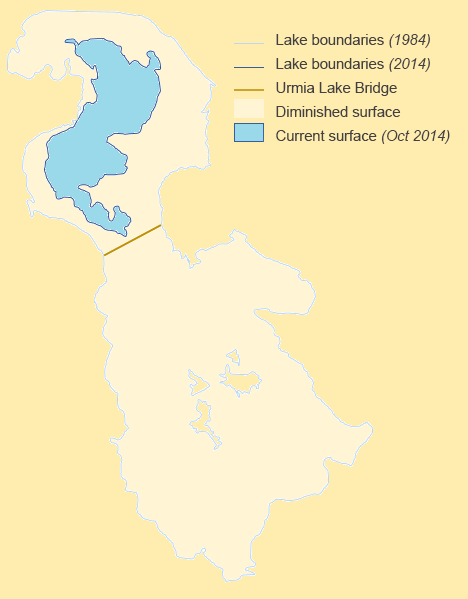
Reducerea suprafeței lacului

Lacul Urmia (în persană دریاچه ارومیه, Daryâche-ye Orumiye, în armeană Ուրմիա լիճ, în azeră اورمو ﮔﺆﻟﻮ, Urmiya Golu, în kurdă دەریاچەی ورمێ) este un lac sărat endoreic din Iran. Lacul este situat între provinciile Azerbaidjanul de Est și Azerbaidjanul de Vest din Iran și la vest de partea de sud a Mării Caspice. La cea mai mare întindere, a fost cel mai mare lac din Orientul Mijlociu și al șaselea ca mărime lac cu apă sărată de pe Pământ, cu o suprafață de aproximativ 5.200 kilometri pătrați (2.000 mi2), o lungime de 140 kilometri (87 mi), o lățime de 55 kilometri (34 mi) și o adâncime maximă de 16 metri (52 ft). Către sfârșitul anului 2017 lacul s-a micșorat la 10% din dimensiunea anterioară (și 1/60 din volumul de apă în 1998) din cauza secetei generale persistente din Iran, dar și a îndiguirii râurilor locale care se varsă în el, și a pompării apelor subterane din zona înconjurătoare. Această secetă s-a întrerupt în 2019, iar lacul se umple din nou. Recuperarea lacului a continuat în 2020 din cauza precipitațiilor peste medie și a acțiunilor Programului de Restaurare a Lacului Urmia.
Lacul Urmia, împreună cu cele aproximativ 102 de insule ale sale, este protejat ca parc național de către Departamentul de Mediu al Iranului.